# Locomotive SFAI 250-258
Le locomotive 250 ÷ 258 delle Strade Ferrate dell'Alta Italia erano locomotive a vapore a tender separato di rodiggio 0-2-1.
Le prime 6 unità furono costruite nel 1855 per le Strade Ferrate dello Stato Piemontese (SFSP), presso le quali portavano i numeri 99 ÷ 104. Cinque anni dopo, furono replicate in altri 3 esemplari per la Società Vittorio Emanuele.
Nel 1865, con la costituzione della SFAI, entrarono nel parco sociale con i numeri 250 ÷ 255 per le unità ex SFSP, e 256 ÷ 258 per le unità ex VE.
Nel 1885, con la creazione delle grandi reti nazionali, le macchine vennero assegnate alla Rete Mediterranea, dove assunsero i numeri 2707 ÷ 2715.
Nel 1905, alla costituzione delle Ferrovie dello Stato, erano ancora in esercizio 8 esemplari, che furono classificati nel gruppo 111 con i numeri 1111 ÷ 1118. Dopo pochi anni vennero radiate e demolite.